# Phymactis sanctaehelenae
Phymactis sanctaehelenae is een zeeanemonensoort uit de familie Actiniidae.
Phymactis sanctaehelenae is voor het eerst wetenschappelijk beschreven door Lesson in 1830.